# Manifiesto Cluetrain
El Manifiesto Cluetrain  es un listado de 95 conclusiones ordenadas y presentadas como un manifiesto, o una llamada a la acción, para todas las empresas que operan en lo que se sugiere un mercado con nuevas conexiones. Las ideas expresadas dentro del manifiesto buscan examinar el impacto de Internet tanto en los mercados (consumidores) como en las organizaciones. Además, ambos, consumidores y organizaciones, son capaces de utilizar Internet y otras redes para establecer un nivel de comunicación que antiguamente no existía entre estos dos grupos. El manifiesto sugiere los cambios necesarios para que las organizaciones respondan a un nuevo ambiente de mercado. 

## Origen
El manifiesto fue creado en 1999 por Fredrick Levine, Christopher Locke, Doc Searls y David Weinberger. Una versión impresa se publicó en el 2000 por Perseus Books (ISBN 0-7382-0431-5) con el mismo nombre y desde finales del año 2008 se dispone de una traducción al castellano titulada "El manifiesto Cluetrain : el ocaso de la empresa convencional" (ISBN 978-84-234-2693-5). 
Los autores afirmaron que Internet es distinto a los medios de comunicación convencionales utilizados para el mercadeo masivo, ya que permite a las personas tener conversaciones de "humano a humano", que tienen el potencial de transformar las prácticas tradicionales de negocios radicalmente.
El término cluetrain viene de esta cita:

El tren de las pistas (clue train) se detuvo allí cuatro veces al día durante diez años y ellos nunca aceptaron una entrega.
Veterano de una firma que caía en picado de la lista de 500 de la revista Fortune